# アーニー・ヒックマン

アーニー・ヒックマン、1883年撮影。

アーニー・ヒックマン（Ernie Hickman、より正式にはErnest Patrick Hickman、1856年 - 1891年）は、アメリカ合衆国のプロ野球選手。ポジションは投手。
1884年当時はユニオン・アソシエーションのカンザスシティ・カウボーイズに所属した。
投打の利き手とミドルネーム、身長・体重は、『ベースボール・アルマナック』のウェブ管理者が2023年に発見して初めて判明した。アメリカ野球学会はまだこの結果をプロフィールには反映させていない。
ヒックマンは重度の精神疾患を患っており、1891年11月19日、妻のアンナを射殺し、その後自殺した。アンナは即死には至らず、救急搬送された病院では会話にも応じて、アーニーが健全ならば危害を加えることはなかったので逮捕しないでほしいと話し、彼の名を呼んで許すとも叫んだが、その後息を引き取った。